# フィリップ・ファールバッハ2世
フィリップ・ファールバッハ2世（ドイツ語:Philipp Fahrbach der Jüngere, 1843年12月16日 - 1894年2月15日）は、オーストリアの作曲家・指揮者。
ウィンナ・ワルツの作曲家として有名だったフィリップ・ファールバッハ1世の息子で、ヨーゼフ・ファールバッハ、フリードリヒ・ファールバッハ、アントン・ファールバッハの甥。ファールバッハ家の最後の音楽家で、一族の中で最も親しまれている作品が多い。
なお、欧米ではふつう「フィリップ・ファールバッハ・ジュニア（Philipp Fahrbach Jr.）」と言われる。

## 概要
父フィリップ・ファールバッハ1世の影響を受けて育ち、11歳のときに指揮者としてウィーンとブダペストで公衆の前に立った。やがて父のオーケストラを引き継ぎ、ウィンナ・ワルツの作曲家・指揮者として活躍した。その名はウィーンのみならずパリやマドリードにまで知られており、彼の作品の多くは、まず最初にフランスの出版社で楽譜が出版されたという。
「ワルツ王」として知られるヨハン・シュトラウス2世のよきライバルであった。そのワルツ王の弟ヨーゼフ・シュトラウスとは親交があったと言われ、彼が没した後に『ヨーゼフ・シュトラウスの想い出』というワルツを捧げている。
ちなみに、今のところウィーンフィル・ニューイヤーコンサートに彼の作品が採り上げられたことはない。

## 作品

### ワルツ
- 『ヨーゼフ・シュトラウスの想い出』（Erinnerung an Josef Strauss）op.53
- 『ウィーンの心』（Wiener Gemüth）op.144
- 『ウィーンの情景』（Wiener Lebensbilder）op.213

### ポルカ
- 『セレナード・ポルカ』（Standchen-Polka）op.47
- 『66番目のポルカ』（Sechsundsechz’ger）op.82
- 『ペスト将校カジノ・ポルカ』（Pesther Offiziers-Casino Polka）op.83
- 『小人のポルカ』（Lilliput-Polka）op.120
- 『カーレンベルクの村で』（Im Kahlenbergerdörfel）op.340

### ポルカ・シュネル
- 『休暇にて』（Auf urlaub）op.66
- 『逃げるが勝ち!』（Reissaus!）op.121
- 『日曜日の騎手』（Sonntagsreiter）op.339

### ポルカ・マズルカ
- 『電話』（Telephon）op.128

### ギャロップ
- 『コウノトリ』（Storchenschnäbel）op.149
- 『総動員ギャロップ』（Landsturm）op.250

### 行進曲
- 『ハンガリー風行進曲』（Marsch Hungarese）op.98
- 『ペルシャ風行進曲』（Marche Persane）op.135
- 『フランツ・フェルディナント』（Franz Ferdinand）op.333